# Viverroidea
Infra-ordre
Les Viverroidea forment un infra-ordre des féliformes, contenant à la fois la famille des Viverridae et la super-famille des Herpestoidea. 

## Liste des sous-taxons
- Famille Viverridae (civettes)
- Superfamille Herpestoidea
  - Famille Eupleridae (prédateurs carnivores malgaches)
  - Famille Herpestidae (mangoustes)
  - Famille Hyaenidae  (hyènes)
  - Famille †Lophocyonidae
  - Famille †Percrocutidae

## Phylogénie
Cladogramme d'après Barycka 2007 :
|  | †Lophocyonidae |
|  |                |
|  | Hyaenidae      |
|  |                |
|  | †Percrocutidae |
|  |                |

|  | Herpestidae |
|  |             |
|  | Eupleridae  |
|  |             |

|  | †Lophocyonidae |
|  |                |
|  | Hyaenidae      |
|  |                |
|  | †Percrocutidae |
|  |                |

|  | Herpestidae |
|  |             |
|  | Eupleridae  |
|  |             |

|  | †Lophocyonidae |
|  |                |
|  | Hyaenidae      |
|  |                |
|  | †Percrocutidae |
|  |                |

|  | Herpestidae |
|  |             |
|  | Eupleridae  |
|  |             |

|  | †Lophocyonidae |
|  |                |
|  | Hyaenidae      |
|  |                |
|  | †Percrocutidae |
|  |                |

|  | Herpestidae |
|  |             |
|  | Eupleridae  |
|  |             |